# Lekkoatletyka na Letnich Igrzyskach Paraolimpijskich 2012 – 800 metrów T37 mężczyzn
W biegu na 800 metrów kl. T37 mężczyzn podczas Letnich Igrzysk Paraolimpijskich 2012 rywalizowało ze sobą 9 zawodników. W konkursie udział wzięli sportowcy z porażeniem mózgowym, posiadający problemy z koordynacją ruchową w połowie swego ciała.

## Wyniki

### Finał
| Poz. | Zawodnik         | Narodowość        | Rezultat | Uwagi |
| ---- | ---------------- | ----------------- | -------- | ----- |
| 1    | Michael McKillop | Irlandia          | 1:57,22  | WR    |
| 2    | Mohamed Charmi   | Tunezja           | 2:01,45  |       |
| 3    | Brad Scott       | Australia         | 2:02,04  |       |
| 4    | Madjid Djemai    | Algieria          | 2:04,93  |       |
| 5    | Ołeksandr Driha  | Ukraina           | 2:06,17  |       |
| 6    | Charl du Toit    | Południowa Afryka | 2:06,67  |       |
| 7    | Faycel Othmani   | Tunezja           | 2:09,35  |       |
| 8    | Khaled Hanani    | Algieria          | 2:14,31  |       |
| 9    | Djamel Mastouri  | Francja           | 2:23,66  |       |